# 3545 Ґеффі
3545 Ґеффі (3545 Gaffey) — астероїд головного поясу, відкритий 20 листопада 1981 року.
Тіссеранів параметр щодо Юпітера — 3,294.